# Denktraining für Kinder und Jugendliche
Das Denktraining für Kinder und Jugendliche ist eine Reihe von kognitiven Trainings, die von Karl Josef Klauer entwickelt wurden, und deren Ziel die Förderung des schlussfolgernden Denkens ist. Die Trainings sind v. a. in der pädagogischen Psychologie weit verbreitet.

## Zielsetzung
Das Denktraining zielt auf die systematische Förderung des induktiven Denkens und Schließens. Hierunter versteht Klauer die Fähigkeit, aus gegebenen Beispielen Regelhaftigkeiten und Gesetzmäßigkeiten zu erkennen. Regelhaftigkeiten können sich dabei auf Gemeinsamkeiten von Objekten in Bezug auf ihre Merkmale (z. B. Farbe, Form, …) oder in Bezug auf ihre Beziehungen untereinander (z. B. Objekt 1 ist größer als Objekt 2) beziehen. Sie werden aus gegebenen Beispielen abgeleitet, indem man Objekte miteinander vergleicht und hierbei Unterschiede oder Gemeinsamkeiten entdeckt. Die Strategie des Vergleichens ist folglich der Königsweg in der Bewältigung induktiver Aufgabenstellungen. Sie spielt eine zentrale Rolle in vielen Lernprozessen.
Induktives Denken ist für praktisch alle schulischen und wissenschaftlichen Bereiche essenziell, insbesondere um Begriffe zu bilden und voneinander unterscheiden zu können. Aufgrund der hohen Bedeutung in vielen Schulfächern (die Fähigkeiten zum Analysieren, Vergleichen und Systematisieren sind praktisch in allen Sachfächern, wie auch Geschichte und Mathematik unentbehrlich …) liegt hier ein potentieller Ansatzpunkt für die grundlegende Förderung kognitiver Prozesse und der Verbesserung schulischer Leistungen. Eine Verbesserung des induktiven Denkens kann folglich nicht nur zu einer Steigerung der Intelligenz, sondern auch der schulischen Leistungen führen.

## Denkoperationen
In seinen Trainings unterscheidet Klauer verschiedene Denkoperationen, je nachdem, ob es um Merkmale oder Beziehungen, und ob es um Gleichheit, Verschiedenheit oder Gleichheit und Verschiedenheit geht. Dementsprechend sind sechs verschiedene Denkoperationen möglich:
| Vergleichsaufgabe              | Vergleichsobjekt | Aufgabenklasse           |
| ------------------------------ | ---------------- | ------------------------ |
| Gleichheit                     | von Merkmalen    | Generalisierung          |
| Verschiedenheit                | von Merkmalen    | Diskrimination           |
| Gleichheit und Verschiedenheit | von Merkmalen    | Kreuzklassifikation      |
| Gleichheit                     | von Relationen   | Beziehungserfassung      |
| Verschiedenheit                | von Relationen   | Beziehungsunterscheidung |
| Gleichheit und Verschiedenheit | von Relationen   | Systembildung            |

In den Trainings werden diese Denkoperationen auf verbales, bildliches, geometrisch-figurales und numerisches Aufgabenmaterial angewendet.

## Aufbau des Trainings
Das Denktraining gibt es in drei Versionen und ist in verschiedenen Altersbereichen anwendbar:
- Denktraining für Kinder I für fünf- bis achtjährige Kinder[1]
- Denktraining für Kinder II für zehn- bis 13-jährige Kinder[2]
- Denktraining für Jugendliche[3]

Das letzte der drei Trainings ist speziell auf Jugendliche mit Lernstörungen im Alter zwischen 14 und 17 Jahren ausgerichtet. Die Trainingsprogramme sind strukturell identisch aufgebaut und umfassen jeweils 120 Aufgaben aus den sechs verschiedenen Aufgabenklassen. Insgesamt umfassen die Trainings zehn Sitzungen à jeweils 45 Minuten.

## Effektivität
Die Denktrainings von Klauer sind die am besten untersuchten Trainingsprogramme der pädagogischen Psychologie in Deutschland. Klauer und Leutner berichten von insgesamt 74 Experimentalstudien aus Deutschland, Österreich, den Niederlanden und den USA. Neben Studien im Experimentaldesign liegen auch Ergebnisse zu Langzeiteffekten und Effekten bei Kindern mit Lernschwierigkeiten vor. Im Schnitt ergibt sich eine mittlere, gewichtete Effektstärke von d = .52, was als mittlerer Effekt bewertet werden kann. Der Effekt auf schulische Leistungen liegt mit d = .67 noch über der Auswirkung auf die Intelligenz. Dieser Effekt verstärkt sich mit der Zeit und liegt im Mittel nach 6 Monaten bei d = .74.
Insgesamt liegen folglich überzeugende Belege für die Förderung des schlussfolgernden Denkens und schulischer Leistungen vor. Das Training ist theoretisch fundiert, praktisch bedeutsam und effektiv.

## Ausblick
Die ursprünglichen Trainings sind nicht mehr im Handel erhältlich. Karl Josef Klauer publizierte verschiedene Trainings für Kinder und auch für ältere Menschen, die dem gleichen Prinzip folgen und weiterhin verfügbar sind. Die derzeit aktuelle Entwicklung besteht in einer Computer-basierten Fassung des Denktrainings für Kinder I, das unter dem Namen Denkspiele mit Elfe und Mathis erschienen ist. Die Computerfassung verfügt über eine vergleichbare Effektivität wie die früheren Trainings.